# Edward Lloyd
Edward Lloyd (m. 1713) era el propietario de la cafetería Lloyd's de Londres, la cual se convirtió en el lugar de reunión habitual de agentes de seguros, comerciantes y armadores a finales del siglo XVII en la capital británica. Tanto la empresa aseguradora Lloyd's of London como la Sociedad de Clasificación Lloyd's Register tomaron sus nombres como 'Lloyds' por ser ese su lugar de reunión habitual.